# X/Open XA
在计算技术上，XA规范是开放群组关于分布式事务处理 (DTP)的规范。规范描述了全局的事务管理器与局部的资源管理器之间的接口。XA规范的目的是允许多个资源（如数据库，应用服务器，消息队列，等等）在同一事务中访问，这样可以使ACID属性跨越应用程序而保持有效。XA使用两阶段提交来保证所有资源同时提交或回滚任何特定的事务。
XA规范描述了资源管理器要支持事务性访问所必需做的事情。遵守该规范的资源管理器被称为XA compliant。